# Nectriaster monacanthus
Nectriaster monacanthus är en sjöstjärneart som först beskrevs av Hubert Lyman Clark 1916.  Nectriaster monacanthus ingår i släktet Nectriaster och familjen Oreasteridae. Inga underarter finns listade i Catalogue of Life.